# 東京キカンボ娘
「東京キカンボ娘」（とうきょうキカンボむすめ）は、1962年8月10日にキングレコードから発売された木の実ナナのデビュー・シングル。規格品番：EB-7127。

## 概要
木の実ナナは、本作により15歳でレコード・デビューした。
作詞・作曲をした菊村紀彦によると、八木節の明るさ、カッポレのコミック、祭り太鼓の強いビートをミックスして創作したのが「キカンボ」であるとのことである。MAMBO・ROCAMBOというように、終りのほうがMBOになる場合が多いので、シャレて、QUICAMBOとしたという。イ長調である。
タイトルの意味は、反抗期にある少年少女のキカンボゥ族のキカンボである。キノミキノママ歌えるリズムとメロディーであり、長い間、そういうタイプの人を探していたところ、舞踊家の竹部董の推薦でジャズ喫茶から発見したのが木の実であった。声といい、パンチといい、印象がぴったりだったという。
なお、本楽曲の作者である菊村は2018年現在JASRAC無信託であり、本楽曲はJASRAC非管理楽曲となっている（JASRAC作品コード：021-5145-6）。
B面の「かわいいキューピー」は現代（1962年当時）のハイティーンのリズムであるロックを取り入れた軽快な曲である。木の実の歌の恩師である森岡賢一郎が彼女のために書き下ろした。変イ長調である。

## 収録曲
（※原典においては「作詞」が「作詩」と表記されている。）
1. 東京キカンボ娘（3分24秒）
  - 作詞・作曲:菊村紀彦、編曲:森岡賢一郎
2. かわいいキューピー （A PRETTY CUPID ）（2分42秒）
  - 作詞:池すゝむ、作曲・編曲:森岡賢一郎

## 演奏者
- A面:ブルー・ソックス・オーケストラ[4]
- B面:キング・オーケストラ、コーラス:ブライト・リズム・ボーイズ[5]